# Mike Havenaar
Mike Havenaar (Hiroshima, Prefectura d'Hiroshima, Japó, 20 de maig de 1987) és un futbolista professional japonès, d'ascendència neerlandesa. És internacional amb la selecció japonesa.